# Fullbright (entreprise)
Fullbright, nom commercial de The Fullbright Company, est un studio de développement de jeux vidéo indépendant basé à Portland, Oregon, aux États-Unis. Spécialisés dans les jeux d'aventure, leur jeu le plus connu est Gone Home, sorti en 2013. Leur deuxième jeu, Tacoma, est sorti en 2017. Leur troisième jeu, Open Roads, est sorti en 2024.
Créé en 2012 par d'anciens employés de 2K Marin, l'entreprise compte huit employés.

## Fondation

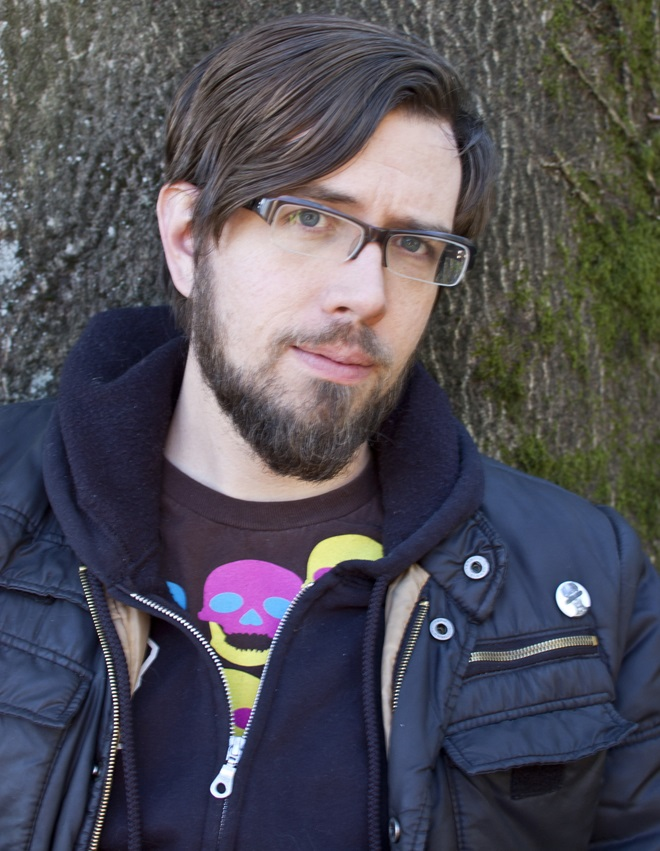
Steve Gaynor, en 2014.

Le studio Fullbright a été formé par Steve Gaynor, Karla Zimonja, Johnnemann Nordhagen en mars 2012 (Kate Craig l'ayant rejoint cinq mois plus tard). Les membres de l'équipe avaient déjà travaillé en collaboration dans d'autres studios de développement, mais « étaient attirés par la liberté artistique et l'auto-gestion » dont bénéficiait un petit studio indépendant, avec par exemple la possibilité de travailler sans emploi du temps et relations rigides. Ils s'établirent et commencèrent à travailler ensemble dans une maison au nord-ouest de Portland, Oregon, connue sous le nom de Fullbright House (à l'exception de Craig, l'artiste 3D, qui travaille à distance depuis Vancouver). Ce dernier a décrit le groupe comme étant « une bande » en raison de leur proximité (notamment due à un budget restreint), ses membres devant par exemple partager les vols en avion et le logement.
Steve Gaynor, un des fondateurs du studio, a étudié à la Portland State University, et touché à plusieurs domaines artistiques avant de se pencher davantage sur le développement de jeux vidéo. Il développa seul des niveaux pour le FPS F.E.A.R., puis fut embauché comme testeur de jeux par Sony à San Francisco, en 2006. Son expérience avec F.E.A.R. lui permit d'entrer aux studios TimeGate, à Houston, et de travailler sur l'extension de F.E.A.R. Perseus Mandate. Il rejoignit 2K Marin en 2008, après avoir été encouragé à postuler par le directeur créatif de BioShock 2. Gaynor travailla alors comme concepteur de l'extension un joueur du jeu, intitulée L'Antre de Minerve. 
Le développement de L'Antre de Minerve incombait à une petite équipe, dont Karla Zimonja et Johnnemann Nordhagen faisaient partie. La première était artiste 2D, et travaillait avec Gaynor sur le scénario du jeu, même si elle se voyait plus comme une éditrice qu'une écrivaine. Steve Gaynor quitta 2K Marin pour Irrational Games — une autre filiale de 2K — en 2011, et commença à travailler sur BioShock Infinite. Malgré la volonté de Gaynor et Zimonja de travailler ensemble, ils furent séparés, l'un partant pour Boston, et l'autre restant à San Francisco pour travailler sur The Bureau: XCOM Declassified.
Insatisfaits par le développement de jeux vidéo à gros budget, Steve Gaynor et sa femme déménagèrent à Portland, dans l'Oregon. Le développeur se mit en tête de créer un « jeu personnel, avec un récit intime », sans financement externe ou recrutement. Vu que Steve Gaynor et Karla Zimonja manquaient d'expertise en matière de programmation, ils demandèrent de l'aide à Johnnemann Nordhagen, qui avait récemment posté un tweet « existentiellement introspectif » à propos de sa carrière. Ensemble, ils formèrent The Fullbright Company.

## Gone Home

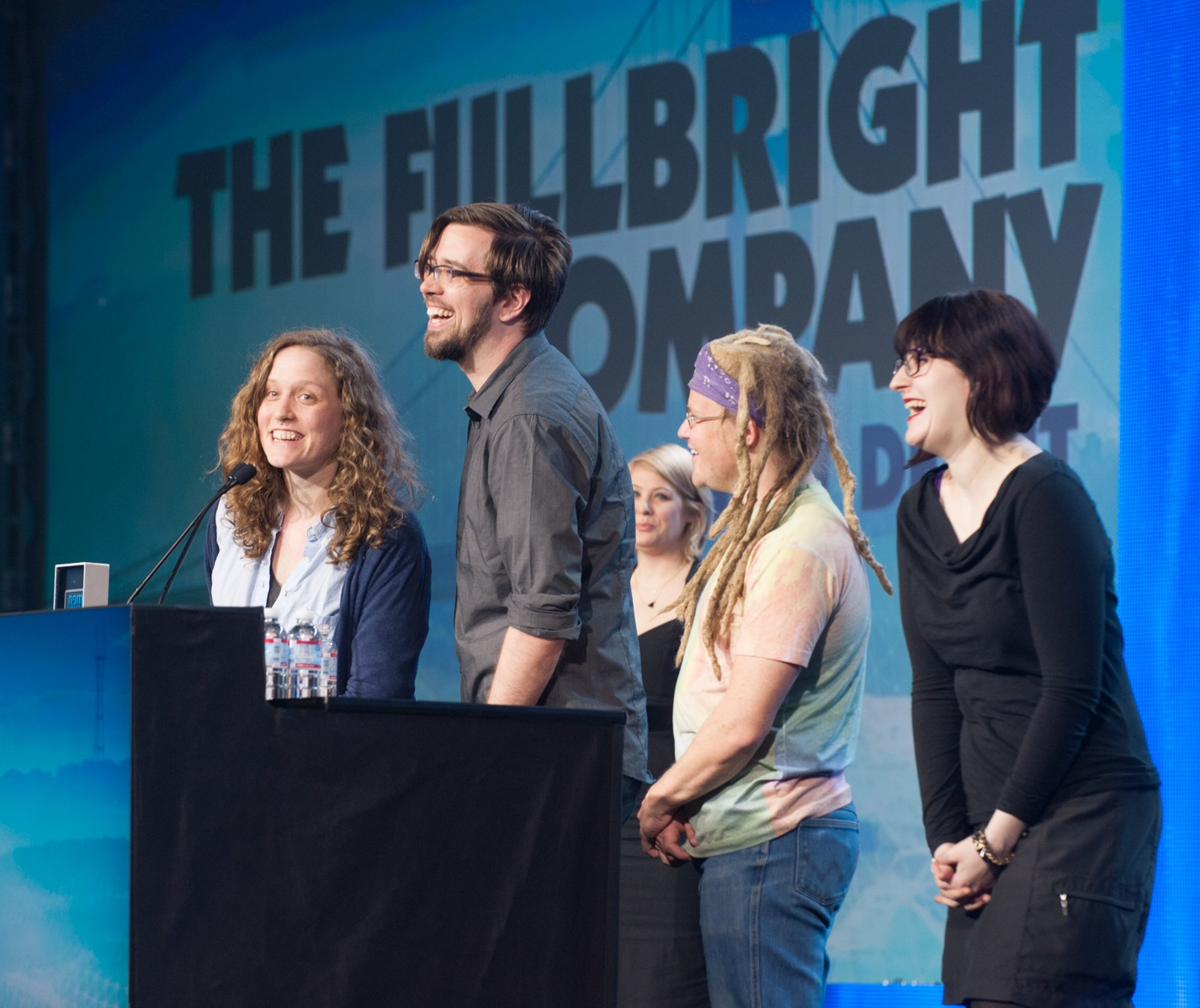
L'équipe de Fullbright à la Game Developers Conference, en 2014.

Gone Home est un jeu vidéo d'aventure en vue subjective, traitant des femmes et de la sexualité, et dont le personnage principal est féminin. Dans les premières semaines suivant sa sortie, Gone Home a été la meilleure vente sur Steam, et a fait la couverture du New York Times. Le jeu a gagné le titre Best Debut aux BAFTA Games Awards et aux Game Developers Choice Awards, en 2014, ainsi que le titre de Jeu de l'année en 2013 de Polygon. Sa sortie occasionna un débat sur la narration et la jouabilité dans les jeux vidéo, notamment du fait des choix de développement privilégiant le scénario, l'empathie pour le personnage et l'absence d'armes. 
Le jeu est compatible avec les manettes, choix de développement que Polygon rapporte à l'expérience de l'équipe en matière de jeux de tir à la première personne AAA.  
Fullbright a travaillé avec l'éditeur indépendant Midnight City pour réaliser un portage de Gone Home sur console. Le studio avait à la base développé Gone Home sur ordinateur, ne souhaitant pas faire face à des limitations techniques. Pressée de passer au jeu suivant, l'équipe rechercha un éditeur pour faire le travail à leur place.  
Quelque temps après la sortie du jeu, en juin 2014, Johnnemann Nordhagen quitta Fullbright pour fonder son propre studio, Dim Bulb Games. The Fullbright Company raccourcit son nom en Fullbright deux mois plus tard. L'équipe affirme que son objectif restera le même : « les jeux d'exploration narratifs immersifs et inoubliables ». 
Chris Plante, chez Polygon, cita Fullbright comme un exemple pour un « petit studio, géré indépendamment » dont les jeux montrent des signes de progrès social dans l'industrie vidéoludique.  

## Tacoma
Le studio Fullbright a annoncé son prochain jeu, Tacoma, aux Game Awards en décembre 2014. La courte bande-annonce est accompagnée d'un dialogue radio entre un homme et une femme, établi dans le Lunar Transfert Station Tacoma à 320 000 kilomètres de la Terre. Polygon a commenté que son esthétique était similaire à Rapture, la ville sous-marine de BioShock. Tacoma est sorti en août 2017.